# Viçosa (Minas Gerais)
Viçosa es un municipio brasilero del estado de Minas Gerais. Su población estimada en 2009 es de 102.171 habitantes.
Se trata de una ciudad esencialmente universitária, de importancia para la Universidad Federal de Viçosa, fundada en 1928 por el entonces presidente del estado de Minas Gerais y expresidente de la República Artur da Silva Bernardes, nacido en Viçosa-MG.

## Geografía
Se localiza en la Mesorregión de la Zona del bosque minera, a una latitud 20º45'14" sur y a una longitud 42º52'55" oeste. La ciudad está a 230 km por carretera de la capital Belo Horizonte.
Posee un área de 299,397 km², representando aproximadamente 0.051% del Estado, 0.0324% de la Región y 0.0035% de todo el territorio brasilero.

### Relieve, clima, hidrografía
La altitud de la sede es de 648 m. El clima es del tipo tropical de altitud con lluvias durante el verano y temperatura media anual en torno de 19 °C, con variaciones entre 10 °C (media de las mínimas) y 23 °C (media de las máximas). (ALMG)
El municipio integra la cuenca del río Doce, siendo bordeado por los ríos Turvo Limpo y Turvo Sujo.

### Demografía
Datos del Censo - 2008
Población total: 98.854
- Urbana: 79.015
- Rural: 17.062
- Hombres: 47.705
- Mujeres: 49.149

(Fuente: AMM)
Densidad demográfica (hab./km²): 216,2
Mortalidad infantil hasta 1 año (por mil): 19,0
Expectativa de vida (años): 74,0
Tasa de fecundidad (hijos por mujer): 2,3
Tasa de alfabetización: 92,0%
Índice de Desarrollo Humano (IDH-M): 0,855
- IDH-M Salario: 0,800
- IDH-M Longevidad: 0,800
- IDH-M Educación: 0,965

(Fuente: PNUD/2007)

### Barrios y Distritos
- Centro
- Santo Antônio (Cantinho do Céu)
- João Brás
- Novo Silvestre
- Recanto da Serra
- Violeira
- Inconfidência
- Vau Açu
- Arduino Bolívar (Amoras)
- Boa Vista
- São José (Laranjal)
- Cidade Nova
- Barrinha
- Nova Era
- Inácio Martins (Grota dos Camilos)
- Júlia Mollá
- Vale do Sol
- São Sebastião
- União
- Vereda do Bosque
- Belvedere
- Santa Clara
- Maria Eugênia
- JK
- Betânia
- Lourdes
- Ramos
- Bela Vista
- Clélia Bernardes
- Fátima
- Bom Jesus
- Sagrada Família
- Estrelas
- Nova Viçosa
- Romão dos Reis
- Rua Nova
- Acamari
- Paraíso
- Distrito de São José do Triunfo (Fundão)
- Distrito de Cachoeira de Santa Cruz (Cachoeirinha)
- Distrito de Silvestre